# Cantón Santa Cruz (Ecuador)
El Cantón Santa Cruz es una municipalidad de la provincia de Galápagos. Su cabecera cantonal es la ciudad de Puerto Ayora en la isla Santa Cruz (Galápagos).  Su población es de 15 393 habitantes, tiene una superficie de 1 794 km².

## División política
Santa Cruz tiene tres parroquias:

### Parroquias urbanas
- Puerto Ayora (cabecera cantonal)

### Parroquias rurales
- Bellavista
- Santa Rosa

La parroquia cuenta con recintos agrícolas y turísticos. El recinto “El Cascajo”' es un pueblito agrícola y turístico. Su Atractivo turístico cercano es  la Finca Highland View Galápagos o Columpio Mágico, finca de la familia Loyola Herrera, La finca cuenta con cafetería, un tour con granja de amínales, columpios, túneles de lavas, jardín ecológico, senderos ecológicos, trapiche rústico, entre otras maravillas. Sobre la colina se encuentra la cafetería y el famoso “Columpio Mágico”. Sitió recomendado para los amantes de las Naturaleza. 
Además existe la Playa El Garrapatero a 7 km del pueblito El Cascajo al cual se Puede acceder en bicicleta o carro. Ideal visitar las fincas turísticas y luego realizar ciclismo deportivo hacia la playa.
- Santa Rosa (incluye la isla Baltra)

con las islas bajo la jurisdicción cantonal
- Marchena “Bindloe”
- Rábida “Jervis”
- Pinta “Abigdon”
- Santiago “San Salvador o James”
- Pinzón “Duncan”
- Seymour

y sus islotes cercanos.